# Список підвидів тигра
Тигр, пантера тигр (Panthera tigris) — великий ссавець родини котових, один із п'яти видів групи «великих кішок» роду пантер (Panthera). Тигр — вид, що перебуває під загрозою вимирання. Нині кількість цих тварин у неволі більша, ніж у природі.

## Історія
Традиційно, було описано 9 підвидів тигра. Чинність декількох підвидів була поставлена під сумнів у 1999 році. Більшість передбачуваних підвидів, описаних у 19-20 століттях, розрізняли за довжиною та забарвленням хутра, смугастими візерунками та розмірами тіла, отже, характеристиками, які сильно різняться в межах популяції. Морфологічно тигри з різних регіонів незначно відрізняються, і потік генів між популяціями в цих регіонах відбувся під час плейстоцену. Тому пропонувалося визнати дійсним лише два підвиди тигра, а саме P. t. tigris на материковій Азії та P. t. sondaica на Великих Зондських островах.
Результати краніологічного аналізу 111 черепів тигрів з країн Південно-Східної Азії свідчать про те, що черепи суматранських тигрів відрізняються від черепів тигрів з Індокитаю та Яви, тоді як черепи балійських тигрів схожі за розмірами з черепами яванського тигра. Автори запропонували класифікувати суматранський та яванський тигр як окремий вид, P. sumatrae та P. sondaica з балійським тигром як підвид P. sondaica balica.
Дослідження, опубліковане у 2018 році, що ґрунтувалося на 32 зразках тигра. Згідно з ним останній загальний предок двох підвидів жив близько 110 000 років тому.
У 2017 році спеціальна група з класифікації IUCN Cat Specialist Group переглянула систематику та визнала популяції тигрів у континентальній Азії як P. t. tigris, а ті, що на Зондських островах, як P. t. sondaica.

## Підвиди
Наступні таблиці базуються на класифікації видів Panthera tigris, представлених у Mammal Species of the World. Він також відображає класифікацію, яку використовувала Cat Classification Task Force у 2017 році:
| Популяція                                                          | Ареал | Опис | Зображення |
| ------------------------------------------------------------------ | --- | --- | ---------- |
| Бенгальський тигр                                                  | Живе на території Індії, Бангладеш, Непалу, Бутану, та М'янми | Науковий опис зроблений Ліннеєм, що базувався на описах раніших натуралістів, таких як Конрад Гесснер та Уліссе Альдрованді. Шкіри бенгальських тигрів у колекції Природознавчого музею Лондона змінюються від світло-жовтого до червонувато-жовтого з чорними смужками. |            |
| Каспійський тигр раніше P. t. virgata (Illiger, 1815)              | Вимер наприкінці 1960-х років; останнє надійне свідоцтво зустрічі з ним відноситься до 1968 року, хоча, за деякими даними, останнього каспійського тигра застрелили в південно-східній частині Туреччини в 1970 році. Історичний ареал цього підвиду охоплював Причорномор'я (українські степи), Кавказ, Туреччину, Середню Азію, Ірак, Іран, Афганістан, Пакистан, та Східний Туркестан. | Опис Іллігера не базувався на конкретному екземплярі, але він лише припускав, що тигри в районі Каспію відрізняються від інших. Пізніше було описано, що він має вузькі і щільно розміщені смуги. Розмір черепа не суттєво відрізнявся від розміру бенгальського тигра. За даними генетичного аналізу, він був тісно пов'язаний із сибірським тигром. Тигр був описаний в дикій природі до початку 1970-х років і вважається вимерлим з кінця 20 століття. |            |
| Амурський тигр раніше P. t. altaica (Temminck, 1844)               | Живе на території Приморського та Хабаровського країв Росії, та в дуже невеликій кількості на території північно-східного Китаю та Північної Кореї. | Опис Теммінка ґрунтувався на невизначеній кількості тигрових шкур із довгими волосками та густою шерстю, якими торгували між Кореєю та Японією. Він припускав, що вони походять з Алтайських гір. У нього було бліде хутро з небагатьма темно-коричневими смугами. |            |
| Південно-китайський тигр раніше P. t. amoyensis (Hilzheimer, 1905) | Південь Китаю | Опис Гільцгеймера ґрунтувався на п'яти черепах тигра, придбаних у Ханькоу, на півдні Китаю. Ці черепи відрізнялися розмірами зубів і щелепних кісток на кілька см від черепів тигрів з Індії. Шкури тигрів з півдня Китаю були яскраво-помаранчевого кольору із смужками, що нагадують ромб. Через відмінності у формі черепів вважався найдавнішим різновидом. Було відмічено наявність унікального гаплотипу мтДНК.                                      |            |
| Індокитайський тигр раніше P. t. corbetti Mazák, 1968              | Живе в Камбоджі, південному Китаї, Лаосі, М'янмі, Таїланді, Малайзії та В'єтнамі | Опис Мазака базувався на 25 зразках у музейних колекціях, які були меншими за тигрів з Індії та мали менші черепи. |            |
| Малайський тигр раніше P. t. jacksoni Luo et al., 2004             | Поширений виключно в південній (малазійській) частині півострова Малакка | Він був запропонований як окремий підвид на основі мтДНК та нуклеотичної послідовностей, які відрізняються від індокитайського тигра. За кольором шерсті або розміром черепа він не сильно відрізняється від індокитайських тигрів. Не існує чіткого географічного бар'єру між популяціями тигрів на півночі Малайзії та південному Таїланді. |            |

| Популяція                                             | Ареал | Опис | Зображення |
| ----------------------------------------------------- | --- | --- | ---------- |
| Яванський тигр                                        | Мешкав на індонезійському острові Ява. Судячи з усього, цей підвид був знищений у 80-х роках двадцятого століття через полювання та руйнування звичного середовища, але зникнення стало надзвичайно ймовірним, починаючи з 1950-х років, коли кількість тигрів на Яві скоротилася до 25 особин. Останнього яванського тигра бачили у природі в 1979 році. | Теммінк засновував свій опис на невказаній кількості тигрових шкур з короткою і гладкою шерстю. Тигри з Яви були невеликими порівняно з тиграми з материка. |            |
| Балійський тигр раніше P. t. balica (Schwarz, 1912)   | Траплявся тільки на острові Балі. Ці тигри були знищені через полювання: останній балійський тигр (доросла самиця) був убитий у західній частині острова (Сумбар Кама) 27 вересня 1937 року. У неволі балійські тигри ніколи не утримувались. | Свій опис Шварц ґрунтував на шкірі та черепі дорослої тигриці з Балі. Він стверджував, що в нього колір забарвлення яскравіше, а череп менший, ніж у тигрів з Яви. Типовою особливістю черепів балійських тигрів є вузька потилична площина, яка аналогічна формі черепів яванських тигрів. |            |
| Суматранський тигр раніше P. t. sumatrae Pocock, 1929 | Трапляється тільки на індонезійському острові Суматра. Чисельність дикої популяції оцінюється у 400—500 тварин | Покок описав тигра з Суматри, який мав численні і густо розташовані широкі смуги. Його череп був трохи більший за череп балійського тигра. Це найменший з усіх сучасних тигрів. Причини його невеликих розмірів порівняно з материковими тиграми незрозумілі, але, ймовірно, це результат конкуренції за обмежену територію і дрібну здобич. Вважається, що населення походить материкової Азії і було відокремлене приблизно 6000—12 000 років тому після підняття рівня моря. |            |